# Ыбпом
Ыбпом (коми Ыбпом) — деревня в Сысольском районе Республики Коми. Входит в состав сельского поселения Куратово.

## Этимология
Ыбпом в переводе с коми означает конец поля.

## География
Деревня находится на расстоянии 37 км к юго-западу от села Визинга, административного центра района.

### Часовой пояс
Деревня Ыбпом, как и вся Республика Коми, находится в часовой зоне МСК (московское время). Смещение применяемого времени относительно UTC составляет +3:00.

## Население
| 2010 |
| ---- |
| 4    |

### Национальный состав
Согласно результатам переписи 2002 года, в национальной структуре населения коми составляли 100 % из 6 чел.